# Amphisbaena kisteumacheri
Espèce
Synonymes
- Leposternon kisteumacheri 
Porto, Soares & Caramaschi, 2000

Amphisbaena kisteumacheri est une espèce d'amphisbènes de la famille des Amphisbaenidae.

## Répartition
Cette espèce est endémique du Minas Gerais au Brésil. 

## Publication originale
- Porto, Soares & Caramaschi, 2000 : A new species of Leposternon Wagler, 1824 from Minas Gerais, Brazil, with a key to the species of the genus (Amphisbaenia, Amphisbaenidae). Boletim do Museu Nacional Nova Série Zoologia, Rio de Janeiro, vol. 412, p. 1-10.